# Provincia de Palermo
Palermo (en italiano Provincia di Palermo) fue una provincia de la región de Sicilia, en Italia. Su capital era la ciudad de Palermo.
Tenía un área de 4992 km², incluyendo la isla de Ustica. Contaba una población total de 1.235.923 hab. (2001), incluyendo 82 municipios (fuente: ISTAT, véase este enlace). 
El 4 de agosto de 2015 fue reemplazada por la ciudad metropolitana de Palermo.